# 2019–2020-as UEFA-bajnokok ligája (selejtezők)
A 2019–2020-as UEFA-bajnokok ligája selejtezőit öt fordulóban bonyolították le 2019. június 25. és augusztus 28. között. A bajnoki ágon azok a bajnokcsapatok szerepeltek, amelyek indulási jogot szereztek és nem kerültek közvetlenül a csoportkörbe. A nem bajnoki ágon azok a csapatok szerepeltek, amelyek nem bajnokcsapatok, de indulási jogot szereztek és nem kerültek közvetlenül a csoportkörbe.
A bajnoki ágon 43 csapatból 4, a nem bajnoki ágon 10 csapatból 2 csapat jutott be a 32 csapatos csoportkörbe.

## Lebonyolítás

### Bajnoki ág
A bajnoki ág a következő fordulókat tartalmazza:
- Előselejtező (4 csapat): 4 csapat lépett be a körben.
- 1. selejtezőkör (32 csapat): 31 csapat lépett be a körben, és 1 győztes az előselejtezőből.
- 2. selejtezőkör (20 csapat): 4 csapat lépett be a körben, és 16 győztes az 1. selejtezőkörből.
- 3. selejtezőkör (12 csapat): 2 csapat lépett be a körben, és 10 győztes a 2. selejtezőkörből.
- Rájátszás (8 csapat): : 2 csapat lépett be a körben, 6 győztes a 3. selejtezőkörből.

A rájátszás 4 győztes csapata továbbjutott a csoportkörbe.
A vesztes csapatok átkerültek az Európa-ligába a következők szerint:
- Az előselejtező 3 vesztes csapata és az 1. selejtezőkör 16 vesztes csapata átkerült a bajnoki ág 2. selejtezőkörébe.
- A 2. selejtezőkör 10 vesztes csapata átkerült a bajnoki ág 3. selejtezőkörébe.
- A 3. selejtezőkör 6 vesztes csapata átkerült a bajnoki ág rájátszásába.
- A rájátszás 4 vesztes csapata átkerült a csoportkörbe.

### Nem bajnoki ág
A nem bajnoki ág a következő fordulókat tartalmazza:
- 2. selejtezőkör (4 csapat): 4 csapat lépett be a körben.
- 3. selejtezőkör (8 csapat): 6 csapat lépett be a körben, és 2 győztes a 2. selejtezőkörből.
- Rájátszás (4 csapat): : 4 győztes a 3. selejtezőkörből.

A rájátszás 2 győztes csapata továbbjutott a csoportkörbe.
A vesztes csapatok átkerültek az Európa-ligába a következők szerint:
- A 2. selejtezőkör 2 vesztes csapata átkerült a főág 3. selejtezőkörébe.
- A 3. selejtezőkör 4 vesztes csapata és a rájátszás 2 vesztes csapata átkerült a csoportkörbe.

## Formátum
Az előselejtező egymérkőzéses elődöntő-döntő rendszerű. A két párosítás győztese döntőt játszott, amelynek a győztese jutott tovább. Ha a mérkőzésen a rendes játékidő végén döntetlen volt az eredmény, akkor 2x15 perces hosszabbítást játszottak. Ha a hosszabbítás után is döntetlen volt az állás, akkor büntetőpárbajra került sor.
A többi forduló párosításait oda-visszavágós rendszerben játszották. Mindkét csapat játszott egyszer pályaválasztóként. A két találkozó végén az összesítésben jobbnak bizonyuló csapat jutott tovább a következő körbe. Ha az összesítésnél az eredmény döntetlen volt, akkor az idegenben több gólt szerző csapat jutott tovább. Amennyiben az idegenben lőtt gólok száma is azonos volt, akkor 30 perces hosszabbítást játszottak a visszavágó rendes játékidejének lejárta után. Ha a 2x15 perces hosszabbításban gólt/gólokat szerzett mindkét együttes, és az összesített állás egyenlő volt, akkor a vendég csapat jutott tovább idegenben szerzett góllal/gólokkal. Gólnélküli hosszabbítás esetén büntetőpárbajra került sor.
A sorsolásoknál az UEFA-együtthatók alapján a csapatokat kiemelt és nem kiemelt csapatokra osztották. A kiemelt csapat egy nem kiemelt csapatot kapott ellenfélül. Ha a sorsoláskor a csapat kiléte nem ismert, akkor az adott párosításban a magasabb együtthatót vették alapul. A sorsolások előtt az UEFA csoportokat alakított ki, amelyeknek a lebonyolítás szempontjából nincs jelentősége. Azonos nemzetű együttesek, illetve politikai okok miatt, az UEFA által eldöntött esetekben nem voltak sorsolhatók egymással.

## Fordulók és időpontok
A mérkőzések időpontjai a következők. Az összes sorsolást az UEFA székházában Nyonban, Svájcban tartják:
| Forduló      | Sorsolás dátuma    | 1. mérkőzés                  | 2. mérkőzés              |
| ------------ | ------------------ | ---------------------------- | ------------------------ |
| Előselejtező | 2019. június 11.   | 2019. június 25. (elődöntők) | 2019. június 28. (döntő) |
| 1. forduló   | 2019. június 18.   | 2019. július 9–10.           | 2019. július 16–17.      |
| 2. forduló   | 2019. június 19.   | 2019. július 23–24.          | 2019. július 30–31.      |
| 3. forduló   | 2019. július 22.   | 2019. augusztus 6–7.         | 2019. augusztus 13.      |
| Rájátszás    | 2019. augusztus 5. | 2019. augusztus 20–21.       | 2019. augusztus 27–28.   |

## Előselejtezők
Az előselejtező sorsolását 2019. június 11-én, 12 órától tartották.

### Előselejtező, kiemelés
Az első selejtezőkörben 4 csapat játszott a továbbjutásért. Sorsolás előtt a csapatok UEFA-együtthatója alapján sorba rendezték a résztvevőket, majd minden kiemelthez egy-egy kiemelés nélkülit párosítottak.
| Kiemelt                              | Nem kiemelt              |
| ------------------------------------ | ------------------------ |
| - Lincoln Red Imps - FC Santa Coloma | - Tre Penne - Feronikeli |

### Előselejtező, párosítások
| 1. csapat  | Eredmény | 2. csapat        |
| ---------- | -------- | ---------------- |
| Elődöntők  |          |                  |
| Feronikeli | 1–0      | Lincoln Red Imps |
| Tre Penne  | 0–1      | FC Santa Coloma  |
| Döntő      |          |                  |
| Feronikeli | 2–1      | FC Santa Coloma  |

### Előselejtező, elődöntők
| 2019. június 25. 15:00 |

| Tre Penne | 0–1               | FC Santa Coloma |
| --------- | ----------------- | --------------- |
|           | (0–0) Jegyzőkönyv | Camochu 76'     |

| Fadil Vokrri Stadium, Pristina Játékvezető: Ian McNabb (északír) |

| 2019. június 25. 20:45 |

| Feronikeli | 1–0               | Lincoln Red Imps |
| ---------- | ----------------- | ---------------- |
| Hoti 3'    | (1–0) Jegyzőkönyv |                  |

| Fadil Vokrri Stadium, Pristina Játékvezető: Fedayi San (svájci) |

### Előselejtező, döntő
| 2019. június 28. 20:45 |

| Feronikeli         | 2–1               | FC Santa Coloma |
| ------------------ | ----------------- | --------------- |
| Zeka 58' Rexha 87' | (0–0) Jegyzőkönyv | Sosa 52'        |

| Fadil Vokrri Stadium, Pristina Játékvezető: Emmanouil Skoulas (görög) |

## 1. selejtezőkör
Az 1. selejtezőkör sorsolását 2019. június 18-án, 14:30-tól tartották.

### 1. selejtezőkör, kiemelés
Az 1. selejtezőkörben 32 csapat vett részt. 31 csapat lépett be ebben a körben és 1 továbbjutó volt az előselejtezőből. A csapatokat három csoportra osztották. Két csoportba 10 csapat, egy csoportba 12 csapat került.
- T: Az előselejtezőkörből továbbjutott csapat, a sorsoláskor nem volt ismert.

| 1. csoport                                                           | 1. csoport                                                                   | 2. csoport                                                                | 2. csoport                                                                             | 3. csoport                                                                   | 3. csoport                                                                  |
| Kiemelt                                                              | Nem kiemelt                                                                  | Kiemelt                                                                   | Nem kiemelt                                                                            | Kiemelt                                                                      | Nem kiemelt                                                                 |
| -------------------------------------------------------------------- | ---------------------------------------------------------------------------- | ------------------------------------------------------------------------- | -------------------------------------------------------------------------------------- | ---------------------------------------------------------------------------- | --------------------------------------------------------------------------- |
| - Asztana FK - Ludogorec Razgrad - Crvena zvezda - FK Skendija - AIK | - Sūduva Marijampolė - CFR Cluj - Ferencváros - Nõmme Kalju - Ararat-Armenia | - Celtic - Qarabağ - Sheriff Tiraspol - F91 Dudelange - Slovan Bratislava | - Valletta FC - FK Sarajevo - Sutjeska Nikšić - Partizani Tirana - Szaburtalo Tbiliszi | - BATE Bariszav - NK Maribor - Rosenborg - HJK - Dundalk FC - The New Saints | - Feronikeli (T) - Piast Gliwice - Valur - Linfield - HB Tórshavn - Riga FC |

### 1. selejtezőkör, párosítások
| 1. csapat          | Össz.Tooltip Aggregate score | 2. csapat           | 1. mérk. | 2. mérk.   |
| ------------------ | ---------------------------- | ------------------- | -------- | ---------- |
| Nõmme Kalju        | 2–2 (i.g.)                   | FK Skendija         | 0–1      | 2–1        |
| Sūduva Marijampolė | 1–2                          | Crvena zvezda       | 0–0      | 1–2        |
| Ararat-Armenia     | 3–4                          | AIK                 | 2–1      | 1–3        |
| Asztana FK         | 2–3                          | CFR Cluj            | 1–0      | 1–3        |
| Ferencváros        | 5–3                          | Ludogorec Razgrad   | 2–1      | 3–2        |
| Partizani Tirana   | 0–2                          | Qarabağ             | 0–0      | 0–2        |
| Slovan Bratislava  | 2–2 (t. 2–3)                 | Sutjeska Nikšić     | 1–1      | 1–1 (h.u.) |
| FK Sarajevo        | 2–5                          | Celtic              | 1–3      | 1–2        |
| Sheriff Tiraspol   | 3–4                          | Szaburtalo Tbiliszi | 0–3      | 3–1        |
| F91 Dudelange      | 3–3 (i.g.)                   | Valletta FC         | 2–2      | 1–1        |
| Linfield           | 0–6                          | Rosenborg           | 0–2      | 0–4        |
| Valur              | 0–5                          | NK Maribor          | 0–3      | 0–2        |
| Dundalk FC         | 0–0 (t. 5–4)                 | Riga FC             | 0–0      | 0–0 (h.u.) |
| The New Saints     | 3–2                          | Feronikeli          | 2–2      | 1–0        |
| HJK                | 5–2                          | HB Tórshavn         | 3–0      | 2–2        |
| BATE Bariszav      | 3–2                          | Piast Gliwice       | 1–1      | 2–1        |

1. ↑  Az eredeti sorsoláson a párosítást nem megfelelően végezték el, a két csapat megkeverése nélkül a kiemelt Ludogorec csapatát mutatták fel elsőként, amely szerint a bolgár csapat játszotta volna az első mérkőzést hazai pályán. A hiba miatt az UEFA a párosítást újrasorsolta, amely után a Ferencváros lett az első mérkőzés pályaválasztója.[4]
2. ↑  A sorsoláshoz képest a pályaválasztói jogot felcserélték.

### 1. selejtezőkör, mérkőzések
| 2019. július 9. 18:00 (19:00 EEST) |

| Nõmme Kalju | 0–1               | FK Skendija            |
| ----------- | ----------------- | ---------------------- |
|             | (0–0) Jegyzőkönyv | Ibraimi 81' (11-esből) |

| Kadriorg Stadium, Tallinn Játékvezető: Donald Robertson (skót) |

| 2019. július 16. 17:00 |

| FK Skendija            | 1–2               | Nõmme Kalju         |
| ---------------------- | ----------------- | ------------------- |
| Ibraimi 62' (11-esből) | (0–1) Jegyzőkönyv | Uggè 5' Liliu 90+1' |

| Toše Proeski Arena, Szkopje Játékvezető: Alain Bieri (svájci) |

| 2019. július 9. 20:00 (21:00 EEST) |

| Sūduva Marijampolė | 0–0         | Crvena zvezda |
| ------------------ | ----------- | ------------- |
|                    | Jegyzőkönyv |               |

| Sūduva stadion, Marijampolė Játékvezető: Jørgen Daugbjerg Burchardt (dán) |

| 2019. július 16. 20:45 |

| Crvena zvezda       | 2–1               | Sūduva Marijampolė |
| ------------------- | ----------------- | ------------------ |
| Boakye 4' Marin 29' | (2–0) Jegyzőkönyv | Topčagić 90+6'     |

| Rajko Mitić Stadion, Belgrád Játékvezető: Farkas Ádám (magyar) |

| 2019. július 9. 16:00 (18:00 AMT) |

| Ararat-Armenia              | 2–1               | AIK       |
| --------------------------- | ----------------- | --------- |
| Avetisyan 3' (11-esből) 45' | (2–1) Jegyzőkönyv | Obasi 39' |

| Yerevan Football Academy Stadium, Jereván Játékvezető: Duje Strukan (horvát) |

| 2019. július 17. 19:00 |

| AIK                                   | 3–1               | Ararat-Armenia |
| ------------------------------------- | ----------------- | -------------- |
| Goitom 47' 52' Larsson 62' (11-esből) | (0–0) Jegyzőkönyv | Kobyalko 77'   |

| Friends Arena, Solna Játékvezető: Robert Hennessy (ír) |

| 2019. július 9. 15:00 (19:00 ALMT) |

| Asztana FK    | 1–0               | CFR Cluj |
| ------------- | ----------------- | -------- |
| Postnikov 68' | (0–0) Jegyzőkönyv |          |

| Asztana Aréna, Nur-Szultan Játékvezető: Lawrence Visser (belga) |

| 2019. július 17. 20:00 (21:00 EEST) |

| CFR Cluj                             | 3–1               | Asztana FK    |
| ------------------------------------ | ----------------- | ------------- |
| Omrani 10' 31' Postnikov 26' (öngól) | (3–1) Jegyzőkönyv | Murtazayev 4' |

| Stadionul Dr. Constantin Rădulescu, Kolozsvár Játékvezető: Alexander Harkam (osztrák) |

| 2019. július 10. 20:00 |

| Ferencváros         | 2–1               | Ludogorec Razgrad |
| ------------------- | ----------------- | ----------------- |
| Nguen 6' Zubkov 65' | (1–1) Jegyzőkönyv | Świerczok 31'     |

| Groupama Aréna, Budapest Játékvezető: Eitan Shemeulevitch (izraeli) |

| 2019. július 17. 19:30 (20:30 EEST) |

| Ludogorec Razgrad               | 2–3               | Ferencváros                        |
| ------------------------------- | ----------------- | ---------------------------------- |
| Terziev 24' Heister 69' (öngól) | (1–2) Jegyzőkönyv | Kharatin 17' Škvarka 21' Nguen 48' |

| Ludogorets Arena, Razgrad Játékvezető: Donatas Rumšas (litván) |

| 2019. július 10. 17:30 |

| Partizani Tirana | 0–0         | Qarabağ |
| ---------------- | ----------- | ------- |
|                  | Jegyzőkönyv |         |

| Selman Stërmasi Stadium, Tirana Játékvezető: Thorvaldur Árnason (izlandi) |

| 2019. július 17. 19:00 (21:00 AZT) |

| Qarabağ                   | 2–0               | Partizani Tirana |
| ------------------------- | ----------------- | ---------------- |
| Ozobić 51' Quintana 90+4' | (0–0) Jegyzőkönyv |                  |

| Dalga Arena, Baku Játékvezető: Dumitru Muntean (moldáv) |

| 2019. július 10. 20:15 |

| Slovan Bratislava | 1–1               | Sutjeska Nikšić |
| ----------------- | ----------------- | --------------- |
| Šporar 82'        | (0–0) Jegyzőkönyv | Kojašević 90+5' |

| Tehelné pole, Pozsony Játékvezető: Vitali Meshkov (orosz) |

| 2019. július 17. 20:15 |

| Sutjeska Nikšić                                   | 1–1 (h. u.)                 | Slovan Bratislava                         |
| ------------------------------------------------- | --------------------------- | ----------------------------------------- |
| Šofranac 90+3'                                    | (0–0, 1–1, 1–1) Jegyzőkönyv | Nedić 49' (öngól)                         |
| Büntetőpárbaj                                     |                             |                                           |
| Nikolić Kojašević Vlaisavljević Bubanja Bulatović | 3–2                         | Dražić Bozhikov Rafael Ratão Abena Šporar |

| Stadion kraj Bistrice, Nikšić Játékvezető: Horațiu Feșnic (román) |

| 2019. július 9. 19:45 |

| FK Sarajevo | 1–3               | Celtic                                |
| ----------- | ----------------- | ------------------------------------- |
| Oremuš 29'  | (1–1) Jegyzőkönyv | Johnston 35' Édouard 51' Sinclair 85' |

| Asim Ferhatović Hase Stadion, Szarajevó Játékvezető: Glenn Nyberg (svéd) |

| 2019. július 17. 20:45 (19:45 BST) |

| Celtic                    | 2–1               | FK Sarajevo |
| ------------------------- | ----------------- | ----------- |
| Christie 26'*McGregor 75' | (1–0) Jegyzőkönyv | Tatar 62'   |

| Celtic Park, Glasgow Játékvezető: Alain Durieux (luxemburgi) |

| 2019. július 10. 19:00 (20:00 EEST) |

| Sheriff Tiraspol | 0–3               | Szaburtalo Tbiliszi                     |
| ---------------- | ----------------- | --------------------------------------- |
|                  | (0–1) Jegyzőkönyv | Rolović 30' Kokhreidze 67' Kakubava 71' |

| Sheriff Stadion, Tiraspol Játékvezető: Iwan Arwel Griffith (walesi) |

| 2019. július 16. 19:00 (21:00 GET) |

| Szaburtalo Tbiliszi | 1–3               | Sheriff Tiraspol              |
| ------------------- | ----------------- | ----------------------------- |
| Rolović 59'         | (0–3) Jegyzőkönyv | Latifi 3' Palčič 8' Tambe 11' |

| Mikheil Meskhi Stadium, Tbiliszi Játékvezető: Pavel Orel (cseh) |

| 2019. július 9. 20:00 |

| F91 Dudelange            | 2–2               | Valletta FC            |
| ------------------------ | ----------------- | ---------------------- |
| Bettaieb 26' Stolz 45+2' | (2–0) Jegyzőkönyv | Packer 64' J. Borg 70' |

| Stade Josy Barthel, Luxembourg Játékvezető: Arnold Hunter (északír) |

| 2019. július 16. 20:00 |

| Valletta FC    | 1–1               | F91 Dudelange |
| -------------- | ----------------- | ------------- |
| Fontanella 35' | (1–0) Jegyzőkönyv | Pokar 59'     |

| Centenary Stadium, Ta’ Qali Játékvezető: Juri Frischer (észt) |

| 2019. július 10. 20:45 (19:45 BST) |

| Linfield | 0–2               | Rosenborg                |
| -------- | ----------------- | ------------------------ |
|          | (0–1) Jegyzőkönyv | Jensen 22' Søderlund 69' |

| Windsor Park, Belfast Játékvezető: Ivaylo Stoyanov (bolgár) |

| 2019. július 17. 19:00 |

| Rosenborg                                  | 4–0               | Linfield |
| ------------------------------------------ | ----------------- | -------- |
| Konradsen 20' 51' Akintola 69' Helland 85' | (1–0) Jegyzőkönyv |          |

| Lerkendal Stadion, Trondheim Játékvezető: Enea Jorgji (albán) |

| 2019. július 10. 22:00 (20:00 WET) |

| Valur | 0–3               | NK Maribor                                      |
| ----- | ----------------- | ----------------------------------------------- |
|       | (0–1) Jegyzőkönyv | Peričić 43' Hotić 60' Kronaveter 86' (11-esből) |

| Hlíðarendi, Reykjavík Játékvezető: Krzysztof Jakubik (lengyel) |

| 2019. július 17. 20:15 |

| NK Maribor                 | 2–0               | Valur |
| -------------------------- | ----------------- | ----- |
| Kronaveter 11' Tavares 32' | (2–0) Jegyzőkönyv |       |

| Stadion Ljudski vrt, Maribor Játékvezető: João Pinheiro (portugál) |

| 2019. július 10. 20:45 (19:45 IST) |

| Dundalk FC | 0–0         | Riga FC |
| ---------- | ----------- | ------- |
|            | Jegyzőkönyv |         |

| Oriel Park, Dundalk Játékvezető: Peter Kralovič (szlovák) |

| 2019. július 17. 18:30 (19:30 EEST) |

| Riga FC                                             | 0–0 (h. u.) | Dundalk FC                                     |
| --------------------------------------------------- | ----------- | ---------------------------------------------- |
|                                                     | Jegyzőkönyv |                                                |
| Büntetőpárbaj                                       |             |                                                |
| Debelko Šarić Gabovs Brisola Panic Rakels Pētersons | 4–5         | Hoban Murray Jarvis Massey Kelly McGrath Hoare |

| Skonto stadion, Riga Játékvezető: Dimitar Mečkarovski (északmacedón) |

| 2019. július 9. 20:00 (19:00 BST) |

| The New Saints                       | 2–2               | Feronikeli                          |
| ------------------------------------ | ----------------- | ----------------------------------- |
| Draper 49' (11-esből) A. Edwards 77' | (0–0) Jegyzőkönyv | M. Zeka 89' Fazliu 90+3' (11-esből) |

| Park Hall, Oswestry Játékvezető: Trustin Farrugia Cann (máltai) |

| 2019. július 16. 20:45 |

| Feronikeli | 0–1               | The New Saints |
| ---------- | ----------------- | -------------- |
|            | (0–0) Jegyzőkönyv | Ebbe 67'       |

| Fadil Vokrri Stadium, Pristina Játékvezető: Espen Eskås (norvég) |

| 2019. július 9. 18:00 (19:00 EEST) |

| HJK                                   | 3–0               | HB Tórshavn |
| ------------------------------------- | ----------------- | ----------- |
| Lappalainen 21' 66' O'Shaughnessy 42' | (2–0) Jegyzőkönyv |             |

| Telia 5G -areena, Helsinki Játékvezető: Giorgi Kruashvili (grúz) |

| 2019. július 16. 20:00 (19:00 WEST) |

| HB Tórshavn             | 2–2               | HJK           |
| ----------------------- | ----------------- | ------------- |
| Pingel 17' Andersen 56' | (1–0) Jegyzőkönyv | Riski 60' 77' |

| Gundadalur, Tórshavn Játékvezető: Georgios Kominis (görög) |

| 2019. július 10. 19:00 (20:00 FET) |

| BATE Bariszav | 1–1               | Piast Gliwice |
| ------------- | ----------------- | ------------- |
| Drahun 64'    | (0–1) Jegyzőkönyv | Parzyszek 36' |

| Borisov Arena, Bariszav Játékvezető: Mete Kalkavan (török) |

| 2019. július 17. 20:00 |

| Piast Gliwice  | 1–2               | BATE Bariszav         |
| -------------- | ----------------- | --------------------- |
| Czerwiński 21' | (1–0) Jegyzőkönyv | Moukam 82' Volkov 87' |

| Stadion Piast, Gliwice Játékvezető: Antti Munukka (finn) |

## 2. selejtezőkör
A 2. selejtezőkör sorsolását 2019. június 19-én, 12 órakor tartották.

### 2. selejtezőkör, kiemelés
A 2. selejtezőkörben összesen 24 csapat vett részt, kettéosztva a bajnoki ágon és a nem bajnoki ágon. 
- Bajnoki ág: 4 csapat lépett be ebben a körben és 16 továbbjutó volt az 1. selejtezőkörből. A csapatokat két csoportra osztották.
- Nem bajnoki ág: 4 csapat lépett be ebben a körben.
- T: Az 1. selejtezőkörből továbbjutott csapat, a sorsoláskor nem volt ismert.
- A dőlt betűvel írt csapatok az előselejtezőkörben egy magasabb együtthatóval rendelkező csapat ellen győztek, és az ellenfél együtthatóját hozták magukkal.

| Bajnoki ág                                                                        | Bajnoki ág                                                                                 | Bajnoki ág                                                                | Bajnoki ág                                                                            | Nem bajnoki ág           | Nem bajnoki ág                   |
| 1. csoport                                                                        | 1. csoport                                                                                 | 2. csoport                                                                | 2. csoport                                                                            | Nem bajnoki ág           | Nem bajnoki ág                   |
| Kiemelt                                                                           | Nem kiemelt                                                                                | Kiemelt                                                                   | Nem kiemelt                                                                           | Kiemelt                  | Nem kiemelt                      |
| --------------------------------------------------------------------------------- | ------------------------------------------------------------------------------------------ | ------------------------------------------------------------------------- | ------------------------------------------------------------------------------------- | ------------------------ | -------------------------------- |
| - FC København - BATE Bariszav (T) - CFR Cluj (T) - Ferencváros (T) - Qarabağ (T) | - Makkabi Tel-Aviv - Rosenborg (T) - Dundalk FC (T) - Valletta FC (T) - The New Saints (T) | - Celtic (T) - Dinamo Zagreb - APÓEL - NK Maribor (T) - Crvena zvezda (T) | - Szaburtalo Tbiliszi (T) - HJK (T) - Nõmme Kalju (T) - Sutjeska Nikšić (T) - AIK (T) | - FC Basel - Olimbiakósz | - PSV Eindhoven - Viktoria Plzeň |

### 2. selejtezőkör, párosítások
| 1. csapat           | Össz.Tooltip Aggregate score | 2. csapat        | 1. mérk. | 2. mérk.   |
| ------------------- | ---------------------------- | ---------------- | -------- | ---------- |
| Bajnoki ág          |                              |                  |          |            |
| CFR Cluj            | 3–2                          | Makkabi Tel-Aviv | 1–0      | 2–2        |
| BATE Bariszav       | 2–3                          | Rosenborg        | 2–1      | 0–2        |
| The New Saints      | 0–3                          | FC København     | 0–2      | 0–1        |
| Ferencváros         | 4–2                          | Valletta FC      | 3–1      | 1–1        |
| Dundalk FC          | 1–4                          | Qarabağ          | 1–1      | 0–3        |
| Szaburtalo Tbiliszi | 0–5                          | Dinamo Zagreb    | 0–2      | 0–3        |
| Celtic              | 7–0                          | Nõmme Kalju      | 5–0      | 2–0        |
| Crvena zvezda       | 3–2                          | HJK              | 2–0      | 1–2        |
| Sutjeska Nikšić     | 0–4                          | APÓEL            | 0–1      | 0–3        |
| NK Maribor          | 4–4 (i.g.)                   | AIK              | 2–1      | 2–3 (h.u.) |
| Nem bajnoki ág      |                              |                  |          |            |
| Viktoria Plzeň      | 0–4                          | Olimbiakósz      | 0–0      | 0–4        |
| PSV Eindhoven       | 4–4 (i.g.)                   | FC Basel         | 3–2      | 1–2        |

### 2. selejtezőkör, mérkőzések
| 2019. július 24. 20:00 (21:00 EEST) |

| CFR Cluj   | 1–0               | Makkabi Tel-Aviv |
| ---------- | ----------------- | ---------------- |
| Omrani 22' | (1–0) Jegyzőkönyv |                  |

| Stadionul Dr. Constantin Rădulescu, Kolozsvár Játékvezető: José María Sánchez Martínez (spanyol) |

| 2019. július 30. 19:00 (20:00 IDT) |

| Makkabi Tel-Aviv       | 2–2               | CFR Cluj                        |
| ---------------------- | ----------------- | ------------------------------- |
| Blackman 15' Cohen 48' | (1–2) Jegyzőkönyv | Culio 19' (11-esből) Rondón 42' |

| Netánja Stadion, Netánja Játékvezető: Marco Fritz (német) |

| 2019. július 24. 19:00 (20:00 FET) |

| BATE Bariszav                       | 2–1               | Rosenborg     |
| ----------------------------------- | ----------------- | ------------- |
| Stasevich 5' (11-esből) Skavysh 51' | (1–1) Jegyzőkönyv | Konradsen 25' |

| Borisov Arena, Bariszav Játékvezető: Sandro Schärer (svájci) |

| 2019. július 31. 19:00 |

| Rosenborg                            | 2–0               | BATE Bariszav |
| ------------------------------------ | ----------------- | ------------- |
| Helland 73' (11-esből) Søderlund 85' | (0–0) Jegyzőkönyv |               |

| Lerkendal Stadion, Trondheim Játékvezető: Marco Di Bello (olasz) |

| 2019. július 23. 20:00 (19:00 BST) |

| The New Saints | 0–2               | FC København                     |
| -------------- | ----------------- | -------------------------------- |
|                | (0–1) Jegyzőkönyv | Sotiriou 18' Skov 61' (11-esből) |

| Park Hall, Oswestry Játékvezető: Alexander Harkam (osztrák) |

| 2019. július 31. 19:45 |

| FC København | 1–0               | The New Saints |
| ------------ | ----------------- | -------------- |
| Zeca 52'     | (0–0) Jegyzőkönyv |                |

| Parken Stadion, Koppenhága Játékvezető: Karim Abed (francia) |

| 2019. július 24. 20:00 |

| Ferencváros                                      | 3–1               | Valletta FC |
| ------------------------------------------------ | ----------------- | ----------- |
| Bonello 19' (öngól) Lanzafame 36' (11-esből) 59' | (2–0) Jegyzőkönyv | Messias 85' |

| Groupama Aréna, Budapest Játékvezető: Radu Petrescu (román) |

| 2019. július 30. 20:00 |

| Valletta FC               | 1–1               | Ferencváros |
| ------------------------- | ----------------- | ----------- |
| Fontanella 27' (11-esből) | (1–0) Jegyzőkönyv | Nguen 60'   |

| Centenary Stadium, Ta’ Qali Játékvezető: Jonathan Lardot (belga) |

| 2019. július 24. 20:45 (19:45 IST) |

| Dundalk FC | 1–1               | Qarabağ   |
| ---------- | ----------------- | --------- |
| Hoban 78'  | (0–1) Jegyzőkönyv | Emreli 4' |

| Oriel Park, Dundalk Játékvezető: Bartosz Frankowski (lengyel) |

| 2019. július 31. 19:00 (21:00 AZT) |

| Qarabağ                         | 3–0               | Dundalk FC |
| ------------------------------- | ----------------- | ---------- |
| Jaime Romero 12' 87' Ailton 76' | (1–0) Jegyzőkönyv |            |

| Dalga Arena, Baku Játékvezető: Svein Oddvar Moen (norvég) |

| 2019. július 23. 19:30 (21:30 GET) |

| Szaburtalo Tbiliszi | 0–2               | Dinamo Zagreb                     |
| ------------------- | ----------------- | --------------------------------- |
|                     | (0–0) Jegyzőkönyv | Oršić 67' Petković 78' (11-esből) |

| Mikheil Meskhi Stadium, Tbiliszi Játékvezető: Petr Ardeleánu (cseh) |

| 2019. július 30. 20:00 |

| Dinamo Zagreb                          | 3–0               | Szaburtalo Tbiliszi |
| -------------------------------------- | ----------------- | ------------------- |
| Oršić 77' Petković 88' Dani Olmo 90+4' | (0–0) Jegyzőkönyv |                     |

| Maksimir Stadion, Zágráb Játékvezető: Daniele Doveri (olasz) |

| 2019. július 24. 20:45 (19:45 BST) |

| Celtic                                                            | 5–0               | Nõmme Kalju |
| ----------------------------------------------------------------- | ----------------- | ----------- |
| Ajer 36' Christie 44' (11-esből) 65' Griffiths 45+3' McGregor 77' | (3–0) Jegyzőkönyv |             |

| Celtic Park, Glasgow Játékvezető: Jakob Kehlet (dán) |

| 2019. július 30. 19:00 (20:00 EEST) |

| Nõmme Kalju | 0–2               | Celtic                           |
| ----------- | ----------------- | -------------------------------- |
|             | (0–1) Jegyzőkönyv | Kulinitš 10' (öngól) Shved 90+3' |

| A. Le Coq Aréna, Tallinn Játékvezető: Benoît Millot (francia) |

| 2019. július 24. 20:45 |

| Crvena zvezda         | 2–0               | HJK |
| --------------------- | ----------------- | --- |
| Boakye 27' Pavkov 90' | (1–0) Jegyzőkönyv |     |

| Rajko Mitić Stadion, Belgrád Játékvezető: Paweł Gil (lengyel) |

| 2019. július 31. 18:00 (19:00 EEST) |

| HJK                       | 2–1               | Crvena zvezda |
| ------------------------- | ----------------- | ------------- |
| Dahlström 46' Riski 90+2' | (0–0) Jegyzőkönyv | Jovančić 56'  |

| Telia 5G -areena, Helsinki Játékvezető: Alain Bieri (svájci) |

| 2019. július 23. 20:15 |

| Sutjeska Nikšić | 0–1               | APÓEL                      |
| --------------- | ----------------- | -------------------------- |
|                 | (0–1) Jegyzőkönyv | De Vincenti 42' (11-esből) |

| Stadion kraj Bistrice, Nikšić Játékvezető: Vad István (magyar) |

| 2019. július 30. 19:00 (20:00 EEST) |

| APÓEL                | 3–0               | Sutjeska Nikšić |
| -------------------- | ----------------- | --------------- |
| Pavlović 13' 25' 66' | (2–0) Jegyzőkönyv |                 |

| GSZP Stadion, Nicosia Játékvezető: Roi Reinshreiber (izraeli) |

| 2019. július 24. 20:15 |

| NK Maribor                | 2–1               | AIK        |
| ------------------------- | ----------------- | ---------- |
| Kronaveter 6' Ivković 38' | (2–1) Jegyzőkönyv | Goitom 28' |

| Stadion Ljudski vrt, Maribor Játékvezető: Sascha Stegemann (német) |

| 2019. július 31. 19:00 |

| AIK                                     | 3–2 (h. u.)                 | NK Maribor            |
| --------------------------------------- | --------------------------- | --------------------- |
| Karlsson 4' Larsson 61' Elyounoussi 93' | (1–0, 2–1, 3–1) Jegyzőkönyv | Kotnik 48' Crețu 117' |

| Friends Arena, Solna Játékvezető: Adrien Jaccottet (svájci) |

| 2019. július 23. 19:00 |

| Viktoria Plzeň | 0–0         | Olimbiakósz |
| -------------- | ----------- | ----------- |
|                | Jegyzőkönyv |             |

| Doosan Arena, Plzeň Játékvezető: Marco Guida (olasz) |

| 2019. július 30. 20:30 (21:30 EEST) |

| Olimbiakósz                               | 4–0               | Viktoria Plzeň |
| ----------------------------------------- | ----------------- | -------------- |
| Guilherme 51' 73' Guerrero 70' Semedo 82' | (0–0) Jegyzőkönyv |                |

| Karaiszkákisz Stadion, Pireusz Játékvezető: Juan Martinez Munuera (spanyol) |

| 2019. július 23. 20:00 |

| PSV Eindhoven                     | 3–2               | FC Basel                 |
| --------------------------------- | ----------------- | ------------------------ |
| Bruma 14' Lammers 89' Malen 90+2' | (1–1) Jegyzőkönyv | Ajeti 45+1' Alderete 79' |

| Philips Stadion, Eindhoven Játékvezető: Andris Treimanis (lett) |

| 2019. július 30. 20:00 |

| FC Basel                      | 2–1               | PSV Eindhoven |
| ----------------------------- | ----------------- | ------------- |
| Cömert 8' Van Wolfswinkel 68' | (1–1) Jegyzőkönyv | Bruma 23'     |

| St. Jakob-Park, Bázel Játékvezető: Fabio Verissimo (portugál) |

## 3. selejtezőkör
A 3. selejtezőkör sorsolását 2019. július 22-én, 12 órakor tartották.

### 3. selejtezőkör, kiemelés
A 3. selejtezőkörben összesen 20 csapat vett részt, kettéosztva a bajnoki ágon és a nem bajnoki ágon. 
- Bajnoki ág: 2 csapat lépett be ebben a körben és 10 továbbjutó volt a 2. selejtezőkörből.
- Nem bajnoki ág: 6 csapat lépett be ebben a körben és 2 továbbjutó volt a 2. selejtezőkörből.
- T: A 2. selejtezőkörből továbbjutott csapat, a sorsoláskor nem volt ismert.
- A dőlt betűvel írt csapatok a 2. selejtezőkörben egy magasabb együtthatóval rendelkező csapat ellen győztek, és az ellenfél együtthatóját hozták magukkal.

| Bajnoki ág                                                                             | Bajnoki ág                                                                                 | Nem bajnoki ág                                             | Nem bajnoki ág                                                  |
| Kiemelt                                                                                | Nem kiemelt                                                                                | Kiemelt                                                    | Nem kiemelt                                                     |
| -------------------------------------------------------------------------------------- | ------------------------------------------------------------------------------------------ | ---------------------------------------------------------- | --------------------------------------------------------------- |
| - Ajax - Celtic (T) - FC København (T) - Dinamo Zagreb (T) - Rosenborg (T) - APÓEL (T) | - PAÓK - Qarabağ (T) - NK Maribor (T) - Crvena zvezda (T) - CFR Cluj (T) - Ferencváros (T) | - FC Porto - Dinamo Kijiv - FC Basel (T) - Olimbiakósz (T) | - Club Brugge - FK Krasznodar - İstanbul Başakşehir - LASK Linz |

### 3. selejtezőkör, párosítások
| 1. csapat           | Össz.Tooltip Aggregate score | 2. csapat    | 1. mérk. | 2. mérk.   |
| ------------------- | ---------------------------- | ------------ | -------- | ---------- |
| Bajnoki ág          |                              |              |          |            |
| CFR Cluj            | 5–4                          | Celtic       | 1–1      | 4–3        |
| APÓEL               | 3–2                          | Qarabağ      | 1–2      | 2–0        |
| PAÓK                | 4–5                          | Ajax         | 2–2      | 2–3        |
| Dinamo Zagreb       | 5–1                          | Ferencváros  | 1–1      | 4–0        |
| Crvena zvezda       | 2–2 (t. 7–6)                 | FC København | 1–1      | 1–1 (h.u.) |
| NK Maribor          | 2–6                          | Rosenborg    | 1–3      | 1–3        |
| Nem bajnoki ág      |                              |              |          |            |
| İstanbul Başakşehir | 0–3                          | Olimbiakósz  | 0–1      | 0–2        |
| FK Krasznodar       | 3–3 (i.g.)                   | FC Porto     | 0–1      | 3–2        |
| Club Brugge         | 4–3                          | Dinamo Kijiv | 1–0      | 3–3        |
| FC Basel            | 2–5                          | LASK Linz    | 1–2      | 1–3        |

### 3. selejtezőkör, mérkőzések
| 2019. augusztus 7. 20:00 (21:00 EEST) |

| CFR Cluj   | 1–1               | Celtic      |
| ---------- | ----------------- | ----------- |
| Rondón 28' | (1–1) Jegyzőkönyv | Forrest 37' |

| Stadionul Dr. Constantin Rădulescu, Kolozsvár Játékvezető: Srđan Jovanović (szerb) |

| 2019. augusztus 13. 20:45 (19:45 BST) |

| Celtic                               | 3–4               | CFR Cluj                                          |
| ------------------------------------ | ----------------- | ------------------------------------------------- |
| Forrest 51' Édouard 61' Christie 76' | (0–1) Jegyzőkönyv | Deac 27' Omrani 74' (11-esből) 80' Țucudean 90+7' |

| Celtic Park, Glasgow Játékvezető: Andris Treimanis (lett) |

| 2019. augusztus 6. 19:00 (20:00 EEST) |

| APÓEL        | 1–2               | Qarabağ              |
| ------------ | ----------------- | -------------------- |
| Merkis 90+5' | (0–0) Jegyzőkönyv | Emreli 54' Gueye 69' |

| GSZP Stadion, Nicosia Játékvezető: Davide Massa (olasz) |

| 2019. augusztus 13. 18:30 (20:30 AZT) |

| Qarabağ | 0–2               | APÓEL                                |
| ------- | ----------------- | ------------------------------------ |
|         | (0–1) Jegyzőkönyv | De Vincenti 34' (11-esből) Matić 68' |

| Tofik Bahramov Stadion, Baku Játékvezető: Daniel Siebert (német) |

| 2019. augusztus 6. 19:00 (20:00 EEST) |

| PAÓK                | 2–2               | Ajax                    |
| ------------------- | ----------------- | ----------------------- |
| Akpom 32' Matos 39' | (2–1) Jegyzőkönyv | Zíjes 10' Huntelaar 57' |

| Túmbasz Stadion, Szaloniki Játékvezető: Slavko Vinčić (szlovén) |

| 2019. augusztus 13. 20:30 |

| Ajax                                               | 3–2               | PAÓK               |
| -------------------------------------------------- | ----------------- | ------------------ |
| Tadić 43' (11-esből) 85' (11-esből) Tagliafico 79' | (1–1) Jegyzőkönyv | Biseswar 23' 90+4' |

| Johan Cruijff Arena, Amszterdam Játékvezető: Craig Pawson (angol) |

| 2019. augusztus 6. 20:00 |

| Dinamo Zagreb | 1–1               | Ferencváros |
| ------------- | ----------------- | ----------- |
| Olmo 7'       | (1–0) Jegyzőkönyv | Sigér 59'   |

| Maksimir Stadion, Zágráb Játékvezető: Paweł Raczkowski (lengyel) |

| 2019. augusztus 13. 20:00 |

| Ferencváros | 0–4               | Dinamo Zagreb                             |
| ----------- | ----------------- | ----------------------------------------- |
|             | (0–1) Jegyzőkönyv | Ademi 16' Petković 47' Olmo 55' Gojak 79' |

| Groupama Aréna, Budapest Játékvezető: Ruddy Buquet (francia) |

| 2019. augusztus 6. 20:45 |

| Crvena zvezda | 1–1               | FC København        |
| ------------- | ----------------- | ------------------- |
| Pavkov 44'    | (1–0) Jegyzőkönyv | Wind 84' (11-esből) |

| Rajko Mitić Stadion, Belgrád Játékvezető: Tiago Martins (portugál) |

| 2019. augusztus 13. 20:00 |

| FC København                                                                                 | 1–1 (h. u.)                 | Crvena zvezda                                                                     |
| -------------------------------------------------------------------------------------------- | --------------------------- | --------------------------------------------------------------------------------- |
| N’Doye 45'                                                                                   | (1–1, 1–1, 1–1) Jegyzőkönyv | Boakye 17'                                                                        |
| Büntetőpárbaj                                                                                |                             |                                                                                   |
| Wind Fischer Sotiriou Bengtsson Zeca N’Doye Bartolec Nelsson Papagiannopoulos Grytebust Wind | 6–7                         | Marin Ivanić Jevtović Jander Pankov Jovančić Simić Degenek Gobeljić Borjan Pankov |

| Parken Stadion, Koppenhága Játékvezető: Gediminas Mažeika (litván) |

| 2019. augusztus 7. 20:15 |

| NK Maribor  | 1–3               | Rosenborg                    |
| ----------- | ----------------- | ---------------------------- |
| Tavares 70' | (0–0) Jegyzőkönyv | Søderlund 50' 64' Jensen 71' |

| Stadion Ljudski vrt, Maribor Játékvezető: François Letexier (francia) |

| 2019. augusztus 13. 19:00 |

| Rosenborg                       | 3–1               | NK Maribor         |
| ------------------------------- | ----------------- | ------------------ |
| Søderlund 53' Konradsen 61' 81' | (0–1) Jegyzőkönyv | Požeg Vancaš 45+2' |

| Lerkendal Stadion, Trondheim Játékvezető: Serdar Gözübüyük (holland) |

| 2019. augusztus 7. 19:45 (20:45 TRT) |

| İstanbul Başakşehir | 0–1               | Olimbiakósz       |
| ------------------- | ----------------- | ----------------- |
|                     | (0–0) Jegyzőkönyv | Gio. Masouras 53' |

| Başakşehir Fatih Terim Stadion, Isztambul Játékvezető: Orel Grinfeld (izraeli) |

| 2019. augusztus 13. 20:30 (21:30 EEST) |

| Olimbiakósz                        | 2–0               | İstanbul Başakşehir |
| ---------------------------------- | ----------------- | ------------------- |
| Semedo 55' Valbuena 78' (11-esből) | (0–0) Jegyzőkönyv |                     |

| Karaiszkákisz Stadion, Pireusz Játékvezető: Bobby Madden (skót) |

| 2019. augusztus 7. 19:00 (20:00 MSK) |

| FK Krasznodar | 0–1               | FC Porto            |
| ------------- | ----------------- | ------------------- |
|               | (0–0) Jegyzőkönyv | Sérgio Oliveira 89' |

| Krasznodar Stadion, Krasznodar Játékvezető: Tobias Stieler (német) |

| 2019. augusztus 13. 21:00 (20:00 WEST) |

| FC Porto                  | 2–3               | FK Krasznodar                 |
| ------------------------- | ----------------- | ----------------------------- |
| Zé Luís 57' Luis Díaz 76' | (0–3) Jegyzőkönyv | Vilhena 3' Suleymanov 13' 34' |

| Estádio do Dragão, Porto Játékvezető: Marco Guida (olasz) |

| 2019. augusztus 6. 20:30 |

| Club Brugge            | 1–0               | Dinamo Kijiv |
| ---------------------- | ----------------- | ------------ |
| Vanaken 37' (11-esből) | (1–0) Jegyzőkönyv |              |

| Jan Breydel Stadium, Brugge Játékvezető: Xavier Estrada Fernández (spanyol) |

| 2019. augusztus 13. 18:30 (19:30 EEST) |

| Dinamo Kijiv                                     | 3–3               | Club Brugge                      |
| ------------------------------------------------ | ----------------- | -------------------------------- |
| Buyalskyi 6' Shepelyev 50' Mechele 90+3' (öngól) | (1–1) Jegyzőkönyv | Deli 38' Vormer 88' Openda 90+5' |

| Olimpiai Stadion, Kijev Játékvezető: Ivan Bebek (horvát) |

| 2019. augusztus 7. 20:00 |

| FC Basel  | 1–2               | LASK Linz              |
| --------- | ----------------- | ---------------------- |
| Zuffi 87' | (0–0) Jegyzőkönyv | Trauner 51' Klauss 82' |

| St. Jakob-Park, Bázel Játékvezető: Andreas Ekberg (svéd) |

| 2019. augusztus 13. 20:30 |

| LASK Linz                            | 3–1               | FC Basel  |
| ------------------------------------ | ----------------- | --------- |
| Ranftl 59' Goiginger 89' Raguž 90+4' | (0–0) Jegyzőkönyv | Ademi 80' |

| Linzer Stadion, Linz Játékvezető: Aliyar Aghayev (azeri) |

## Rájátszás
A rájátszás sorsolását 2019. augusztus 5-én, 12 órától tartották.

### Rájátszás, kiemelés
A rájátszásban összesen 12 csapat vett részt, kettéosztva a bajnoki ágon és a nem bajnoki ágon. 
- Bajnoki ág: 2 csapat lépett be ebben a körben és 6 továbbjutó volt a 3. selejtezőkörből.
- Nem bajnoki ág: 4 továbbjutó volt a 3. selejtezőkörből.
- T: A 3. selejtezőkörből továbbjutott csapat, a sorsoláskor nem volt ismert.
- A dőlt betűvel írt csapatok a 3. selejtezőkörben egy magasabb együtthatóval rendelkező csapat ellen győztek, és az ellenfél együtthatóját hozták magukkal.

| Bajnoki ág                                                        | Bajnoki ág                                              | Nem bajnoki ág                        | Nem bajnoki ág                    |
| Kiemelt                                                           | Nem kiemelt                                             | Kiemelt                               | Nem kiemelt                       |
| ----------------------------------------------------------------- | ------------------------------------------------------- | ------------------------------------- | --------------------------------- |
| - Ajax (T) - CFR Cluj (T) - Crvena zvezda (T) - Dinamo Zagreb (T) | - Young Boys - APÓEL (T) - Slavia Praha - Rosenborg (T) | - FK Krasznodar (T) - Club Brugge (T) | - LASK Linz (T) - Olimbiakósz (T) |

### Rájátszás, párosítások
| 1. csapat      | Össz.Tooltip Aggregate score | 2. csapat     | 1. mérk. | 2. mérk. |
| -------------- | ---------------------------- | ------------- | -------- | -------- |
| Bajnoki ág     |                              |               |          |          |
| Dinamo Zagreb  | 3–1                          | Rosenborg     | 2–0      | 1–1      |
| CFR Cluj       | 0–2                          | Slavia Praha  | 0–1      | 0–1      |
| Young Boys     | 3–3 (i.g.)                   | Crvena zvezda | 2–2      | 1–1      |
| APÓEL          | 0–2                          | Ajax          | 0–0      | 0–2      |
| Nem bajnoki ág |                              |               |          |          |
| LASK Linz      | 1–3                          | Club Brugge   | 0–1      | 1–2      |
| Olimbiakósz    | 6–1                          | FK Krasznodar | 4–0      | 2–1      |

### Rájátszás, mérkőzések
| 2019. augusztus 21. 21:00 |

| Dinamo Zagreb                    | 2–0               | Rosenborg |
| -------------------------------- | ----------------- | --------- |
| Petković 8' (11-esből) Oršić 28' | (2–0) Jegyzőkönyv |           |

| Maksimir Stadion, Zágráb Játékvezető: Daniele Orsato (olasz) |

| 2019. augusztus 27. 21:00 |

| Rosenborg | 1–1               | Dinamo Zagreb |
| --------- | ----------------- | ------------- |
| David 11' | (1–0) Jegyzőkönyv | Gojak 71'     |

| Lerkendal Stadion, Trondheim Játékvezető: Ovidiu Hațegan (román) |

| 2019. augusztus 20. 21:00 (22:00 EEST) |

| CFR Cluj | 0–1               | Slavia Praha |
| -------- | ----------------- | ------------ |
|          | (0–1) Jegyzőkönyv | Masopust 28' |

| Stadionul Dr. Constantin Rădulescu, Kolozsvár Játékvezető: Cüneyt Çakır (török) |

| 2019. augusztus 28. 21:00 |

| Slavia Praha | 1–0               | CFR Cluj |
| ------------ | ----------------- | -------- |
| Boril 66'    | (0–0) Jegyzőkönyv |          |

| Sinobo Stadion, Prága Játékvezető: Gianluca Rocchi (olasz) |

| 2019. augusztus 21. 21:00 |

| Young Boys                      | 2–2               | Crvena zvezda          |
| ------------------------------- | ----------------- | ---------------------- |
| Assalé 7' Hoarau 76' (11-esből) | (1–1) Jegyzőkönyv | Degenek 18' García 46' |

| Stade de Suisse, Bern Játékvezető: Danny Makkelie (holland) |

| 2019. augusztus 27. 21:00 |

| Crvena zvezda | 1–1               | Young Boys      |
| ------------- | ----------------- | --------------- |
| Vukanović 59' | (0–0) Jegyzőkönyv | Ben 82' (öngól) |

| Rajko Mitić Stadion, Belgrád Játékvezető: Anthony Taylor (angol) |

| 2019. augusztus 20. 21:00 (22:00 EEST) |

| APÓEL | 0–0         | Ajax |
| ----- | ----------- | ---- |
|       | Jegyzőkönyv |      |

| GSZP Stadion, Nicosia Játékvezető: Antonio Mateu Lahoz (spanyol) |

| 2019. augusztus 28. 21:00 |

| Ajax                  | 2–0               | APÓEL |
| --------------------- | ----------------- | ----- |
| Álvarez 43' Tadic 80' | (1–0) Jegyzőkönyv |       |

| Johan Cruijff Arena, Amszterdam Játékvezető: Felix Zwayer (német) |

| 2019. augusztus 20. 21:00 |

| LASK Linz | 0–1               | Club Brugge            |
| --------- | ----------------- | ---------------------- |
|           | (0–1) Jegyzőkönyv | Vanaken 10' (11-esből) |

| Linzer Stadion, Linz Játékvezető: Szymon Marciniak (lengyel) |

| 2019. augusztus 28. 21:00 |

| Club Brugge            | 2–1               | LASK Linz             |
| ---------------------- | ----------------- | --------------------- |
| Vanaken 70' Dennis 89' | (0–0) Jegyzőkönyv | Klauss 74' (11-esből) |

| Jan Breydel Stadium, Brugge Játékvezető: Felix Brych (német) |

| 2019. augusztus 21. 21:00 (22:00 EEST) |

| Olimbiakósz                                 | 4–0               | FK Krasznodar |
| ------------------------------------------- | ----------------- | ------------- |
| Guerrero 30' Ranđelović 78' 85' Podence 89' | (1–0) Jegyzőkönyv |               |

| Karaiszkákisz Stadion, Pireusz Játékvezető: Carlos del Cerro Grande (spanyol) |

| 2019. augusztus 27. 21:00 (22:00 MSK) |

| FK Krasznodar | 1–2               | Olimbiakósz      |
| ------------- | ----------------- | ---------------- |
| Utkin 10'     | (1–1) Jegyzőkönyv | El-Arabi 11' 48' |

| Krasznodar Stadion, Krasznodar Játékvezető: Damir Skomina (szlovén) |